# Cyrtorchis glaucifolia
Cyrtorchis glaucifolia är en orkidéart som beskrevs av Victor Samuel Summerhayes. Cyrtorchis glaucifolia ingår i släktet Cyrtorchis, och familjen orkidéer. Inga underarter finns listade i Catalogue of Life.